# Simon Renda
Pas d'image ? Cliquez ici

a Compétitions nationales et continentales officielles uniquement.

b Matchs officiels uniquement.
Dernière mise à jour le 30 juin 2025.
Simon Renda, né le 7 juin 2000 à Toulouse, est un joueur français de rugby à XV et à sept. Il joue au poste de centre à l'US Montauban.

## Biographie

### Carrière en club
Né à Toulouse, Renda commence le rugby entre Muret et Eaunes,,, — dans des clubs qui finiront par fusionner — avant de rejoindre la formation du Stade toulousain en 2015.
Lors de la saison 2019-2020, le jeune toulousain prend part au Supersevens 2020, marquant notamment plusieurs essais lors de la victoire et les deux défaites des siens.
Ayant déjà participé aux matchs amicaux avec l'effectif professionnel avant la saison 2020-2021, Renda fait ses débuts en Top 14 avec le Stade toulousain le 17 avril 2021, lors du match contre le Castres olympique où il remplace son capitaine Yoann Huget sur blessure à la 14e minute. Lors de cette courte défaite à Castres, Renda s'illustre néanmoins au sein d'une équipe toulousaine particulièrement rajeunie,,.
Il devient champion de France espoirs 2021.
Il est prêté au Stade montois pour la saison 2021-2022.
En début d'année 2024, il est cette fois prêté par le Stade toulousain à l'US Montauban, évoluant en Pro D2. Il y joue la deuxième moitié de saison 2023-2024. À la fin de celle-ci, il s'engage définitivement avec ce club. En 2025, il est champion de Pro D2 après avoir battu le FC Grenoble en finale. Le club remonte alors en Top 14 pour la première fois depuis quinze ans.

### Carrière en sélection
En 2015, il participe à un tournoi international à sept avec une sélection du comité des Midi-Pyrénées,.
L'année suivante il est sélectionné avec l'équipe de France des moins de 16 ans,. Aux côtés de joueurs comme Yoram Moefana, Joshua Brennan ou Kévin Viallard, il prend part à trois matchs contre différentes sélections : une défaite contre l'Italie, une victoire contre l'Écosse puis une autre contre l'Italie.
Avec le même groupe — qui constitue maintenant l'équipe de France des moins de 17 ans — il participe à la tournée de 2017 en Afrique du Sud, où il est titulaire au centre lors de la victoire 47-26 contre l'Angleterre. Plus tard la même année, il est convoqué avec les moins de 18 ans à sept au sein d'un groupe constitué de Jordan Joseph, Cheikh Tiberghien, Baptiste Germain ou encore Joachim Trouabal, ne participant néanmoins pas finalement au championnat d'Europe tel que prévu, devant déclarer forfait sur blessure.
En mars 2019, il est sélectionné avec l'équipe des moins de 20 ans développement avec plusieurs futurs champions du monde junior. Avec cette équipe, il est titulaire lors des deux victoires contre la Géorgie à Tbilissi en mars,, conservant sa place de titulaire en avril lors du match largement remporté face à l'Écosse puis la courte défaite contre l'Irlande,.

## Palmarès
- Vainqueur du Championnat de France en 2021[N 1] avec le Stade toulousain.
- Vainqueur du Championnat de France de 2e division en 2025 avec l'US Montauban.